# 10821 Кімуратакеші
10821 Кімуратакеші (10821 Kimuratakeshi) — астероїд головного поясу, відкритий 16 вересня 1993 року.
Тіссеранів параметр щодо Юпітера — 3,595.